# Ocinebrina barbarensis
Ocinebrina barbarensis är en snäckart som först beskrevs av William More Gabb 1865.  Ocinebrina barbarensis ingår i släktet Ocinebrina och familjen purpursnäckor. Inga underarter finns listade i Catalogue of Life.